# 上海商城
上海商城（英語：Shanghai Centre）位于上海市静安区中心，坐落于南京西路上，是一座集购物中心、写字楼、剧院、会展、酒店、公寓为一体的综合性建筑。建筑群由1幢48层164.58米高的旅馆大楼以及东、西2幢32层公寓大楼组成，并由一片8层裙房联成一体。

## 历史
上海商城是由约翰波特曼建筑设计事务所设计，鹿岛建设株式会社等公司建造，並于1990年4月开业。整个建筑由三幢塔楼和一组群楼组成。商城内有多个外国领事馆或其下属部门的办公地点，其中包括美國總領事館新聞文化處、爱尔兰總領事館、菲律宾總領事館、澳大利亚總領事館和英国總領事館。整个建筑内有472间豪华服务公寓，30000平方米的甲级写字楼，一个城市超市，三层高档商场，上海商城剧院，贸易展览中心，和一个五星级上海波特曼丽思卡尔顿酒店。当年开业时为波特曼香格里拉酒店，1998年因丽嘉酒店管理公司接手管理而改名，后中文名称又改为现名。

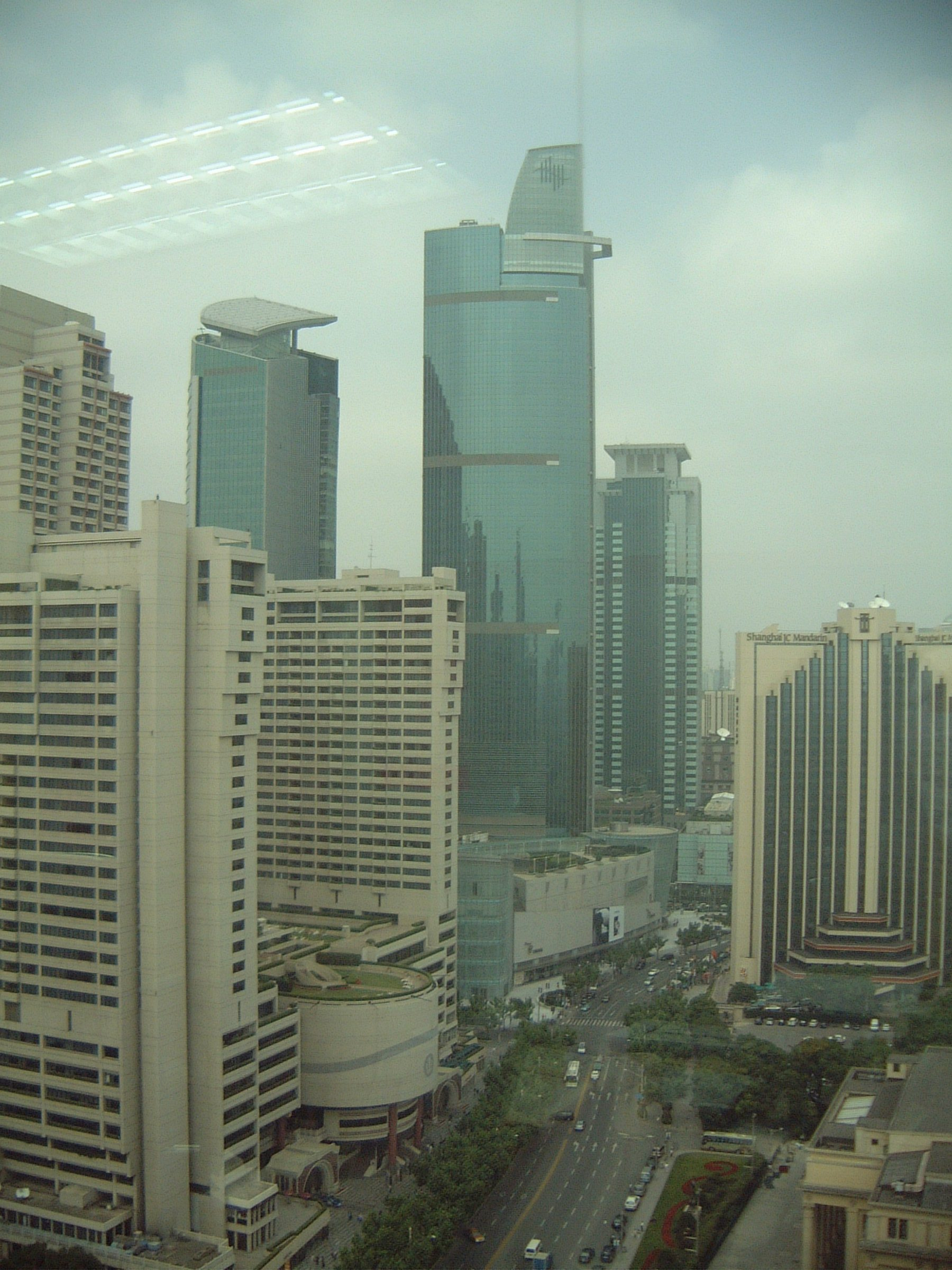
大楼远眺
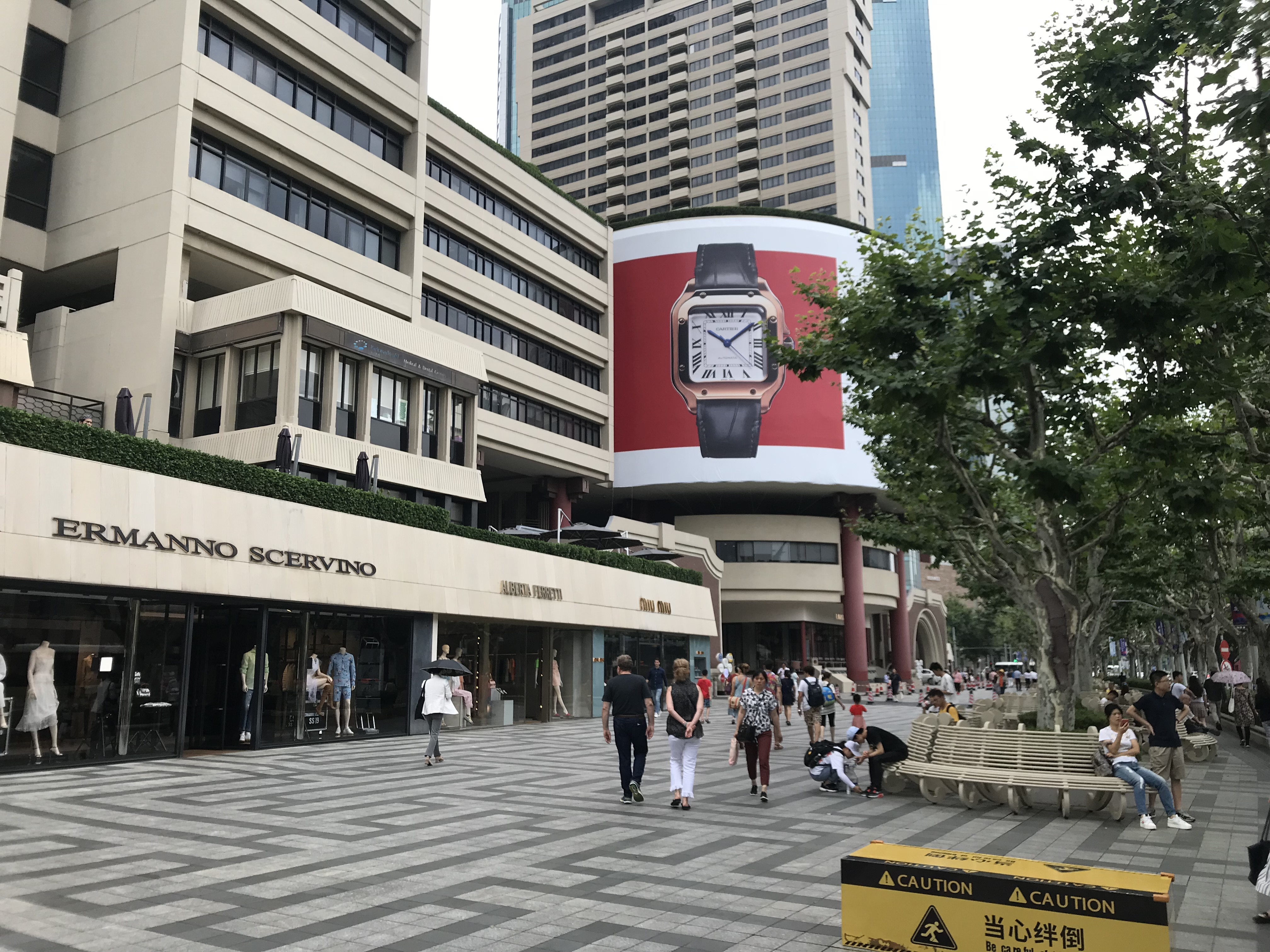
上海商城前
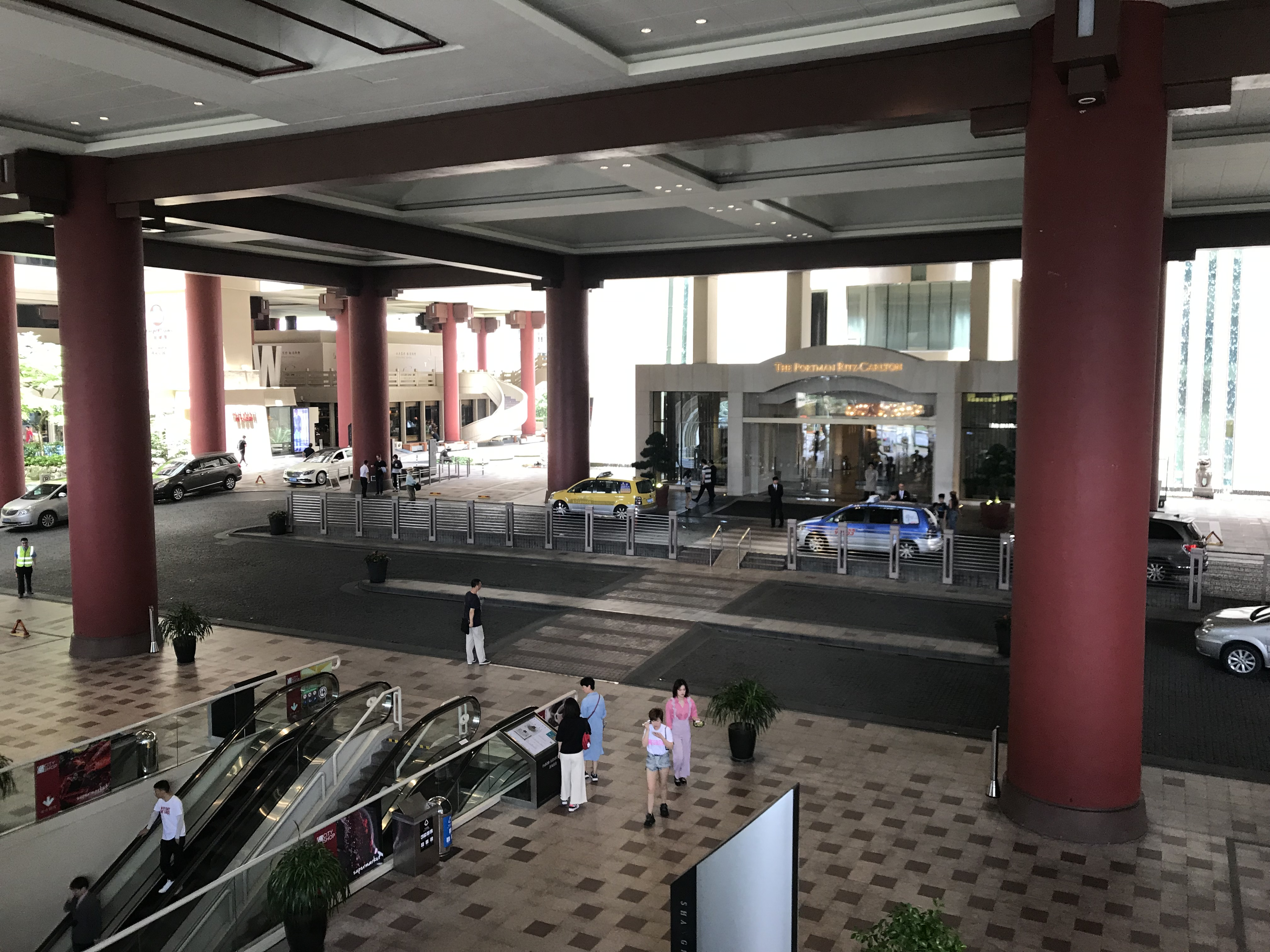
上海波特曼丽思卡尔顿酒店上落客大堂
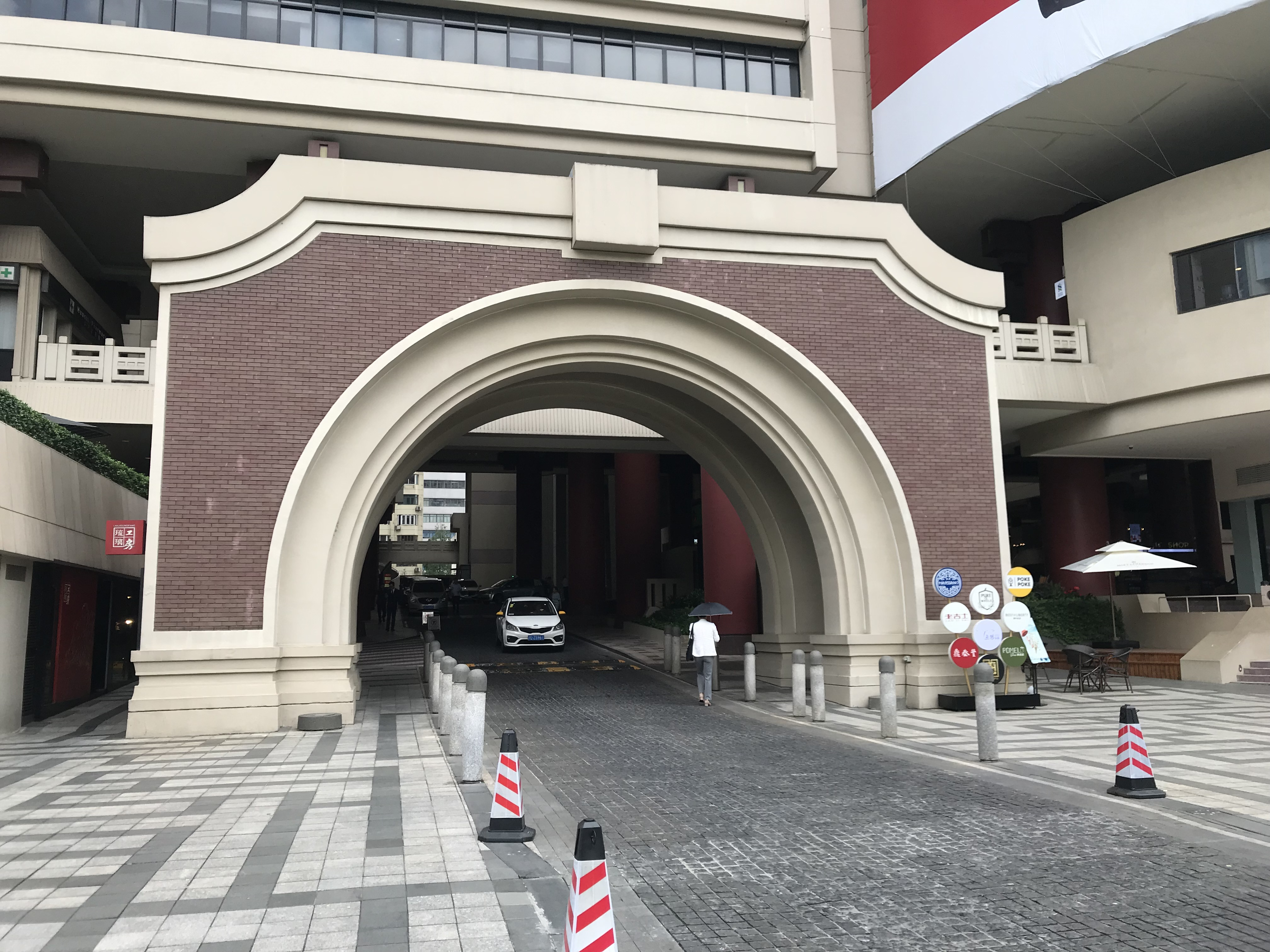
酒店上落客匝道
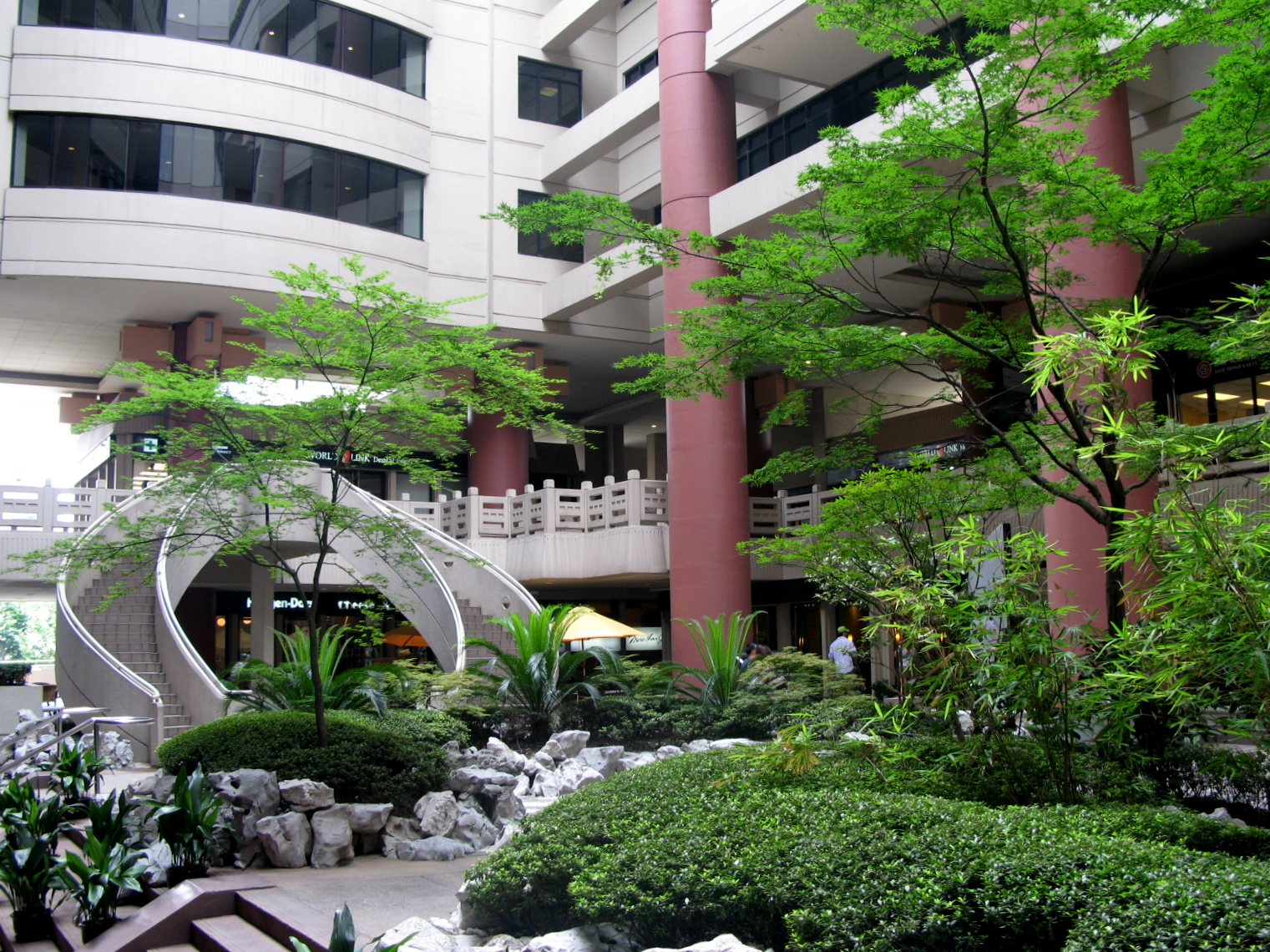
大堂庭院

## 争议事件
波特曼丽思卡尔顿酒店（当时名为波特曼香格里拉大酒店，1998年后为波特曼丽嘉酒店）在大楼裙楼顶层设有一个露天网球场，自1990年开业起球场产生的噪音和夜间的光污染就导致酒店受到周围居民的不断投诉。1994年酒店安装了10米余高、覆盖整个网球场的充气式结构物，以防止球场灯光散射和高空坠物落。然而酒店安装充气包后，遮挡了周围居民、尤其是南阳小区183弄12层以上的住户，使得这些居民每天都蒙受气包所反射太阳光亮度和热量带来的痛苦。当地居民于2004年将酒店和上海商城起诉至静安区人民法院，法院于该年12月29日判令上海商城拆除“大气包”。上海商城最终于2005年7月29日拆除了气包。

## 外部連結
- 上海商城官方网站（页面存档备份，存于）